# MOS 6510

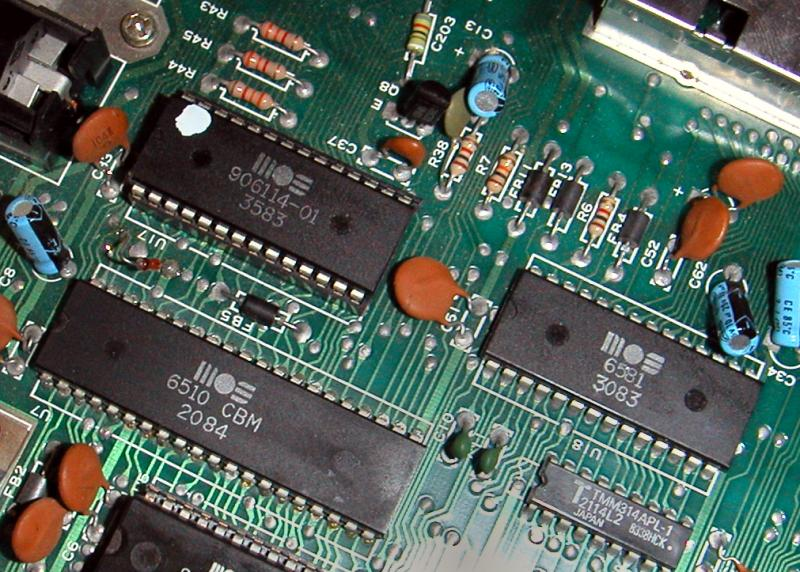
コモドール64の内部の、MOS 6510プロセッサ（左下の40ピンDIP）。右側のチップがMOS SID(Sound Interface Deice)である。それぞれのチップは名前の下に製造年と週（WWYY）が記されている。

MOS 6510は、モステクノロジー(MOS Technology, Inc.)が設計したマイクロプロセッサである。これは、大きな成功を収めたMOS 6502に修正を加えたものである。
6502からの主要な変更点は、8ビットの汎用I/Oポートを追加したことである（ただし、6510の多くの版では6ビット分のI/Oピンしか使用できない）。加えて、アドレスバスがスリーステートの動作となった。
6510が広く使用されたのは、ホームコンピュータのコモドール64(C64)だけである（ごく少数が、C64のポータブルタイプであるSX-64でも使用された）。C64とSX-64の両方で、プロセッサの拡張ピンはメモリマップを制御するために使用された。C64ではデータセッテ (Datassette)テープレコーダのモーターを制御するためにも使用された。プロセッサのアドレス$01に正しいビットパターンを書くことで、ROMやI/Oを隠し、C64の64KBのRAM全体を見せることが可能であった。

## 派生プロセッサ
1985年に、MOSはHMOS版の6510である8500を生産した。製造プロセスが変更された以外、NMOS版の6510と実質的に同一である。当初8500は、刷新されたC64であるC64Cで使用するために設計された。しかし1985年には、古いNMOS版のC64で、少数の8500が発見された。これは、1987年に公式に発表され、新しい85xx HMOSチップセットを使用したマザーボードで使用された。

最も一般的な6510 CPUのピン配置

6510の派生である7501/8501が、コモドールのC16, C116, Plus/4パーソナルコンピュータで使用された。2MHzで駆動できる8502が、コモドールC128で使用された。8502を除いて、全てのCPUのオペコードは（非公開のオペコードも含めて）互換であったが、非公開のオペコードに関するいくつかの差異が報告されている。
コモドール1551ディスクドライブでは、8本のI/Oピンを持った6510である6510Tが使用された。これは、NMIとRDY信号が削除されている。